# Tomakomai (Hokkaidō)
Tomakomai (Tomakomai-shi) es una ciudad portuaria de Japón situada en la subprefectura de Iburi, en Hokkaidō. 
Es la mayor ciudad de la subprefectura de Iburi, en 2008 la población estaba estimada en 173.504 habitantes con una densidad de 306,09 personas por kilómetro cuadrado, sobre una superficie total de 561,10 km².
La ciudad está hermanada con Napier, Nueva Zelanda.

## Personalidades destacadas
- Kimura Asami - cqantante.  * Hello! Project exmiembro y líder de Country Musume.
- Takehiro Ohno - Cocinero y Nutricionista, radicado desde 1996 en la  Argentina